# Koungou
Koungou è un comune francese della collettività d'oltremare di Mayotte, nell'Oceano Indiano. Dopo la capitale Mamoudzou è il secondo comune più grande dell'isola. Nel suo distretto sono presenti sei comuni: Longoni, Lamir, Koungou, Koropa, Kangani e Trevani.
La popolazione residente a Koungou, secondo le stime del 2017 dell'Insee (Institut national de la statistique et des études économiques) nel 2017 era di 32.156 persone. Si trova sull'isola di Mahorè.